# Белое (озеро, Гродненский район)
Бе́лое (бел. Бе́лае во́зера) — озеро в Гродненском районе Гродненской области Белоруссии, в бассейне реки Пыранка.

## Физико-географическая характеристика
Белое озеро расположено в 25 км к северо-востоку от города Гродно. На южном берегу находится деревня Озёры, на западном — деревня Белое Гродненского района. В северо-восточной части водоём соединён протокой с озером Зацково. Через Белое озеро протекает река Пыранка.
По данным 1980-х годов, площадь озера составляла 7,1 км², наибольшая глубина — 6,9 м, длина — 13 км, а наибольшая ширина — 1,15 км. По данным же 2014 года, озеро уменьшилось в размерах: площадь зеркала составляет 5,3 км², длина — 10,3 км, наибольшая ширина — 1,15 км, средняя ширина — 0,51 км. Современная длина береговой линии — 27,1 км, наибольшая глубина — 8,8 м, средняя глубина — 3,2 м, объём воды в озере — 16,96 млн м³. Площадь водосбора — 267 км² (равнинный).
Водоём имеет продолговатую асимметричную форму. Белое озеро лежит среди леса, отличается живописностью берегов и склонов. Береговая линия образует многочисленные заливы. Склоны котловины крутые, высотой 10—15 м, на юге местами распаханные. Берега преимущественно высокие, песчаные, поросшие кустарником и лесом; на юге низкие, местами заболоченные.

## Гидрология
Гидрологические характеристики в различных плёсах несколько различаются. Минерализация воды варьируется от 209 до 218 мг/л, прозрачность — от 0,6 до 1 м, цветность — от 82 до 88°, водородный показатель — от 8,29 до 8,96. Водоём является эвтрофным, но проточным.
По химическому составу вода относится к гидрокарбонатному классу кальциевой группы. Дефицит кислорода отмечается даже в летнее время.

## Природа и туризм
Белое озеро входит в зону отдыха республиканского значения «Озёры», площадью около 18 гектаров. На территории зоны отдыха лесом занято 80 %, преобладают ель, сосна, берёза. На берегу озера находится центр оздоровления «Озёрный».
Белое озеро находится в составе ландшафтного заказника «Озёры». Почти вся площадь дна озера покрыта толщей сапропеля. В озере обитает около 10 видов рыб — налим (единично), щука обыкновенная, краснопёрка (редко), окунь речной (обычно), линь, уклейка, плотва обыкновенная, ёрш обыкновенный (часто), лещ, густера (массово).
Прибрежная растительность формирует полосу шириной от 20 до 70 м. В её составе преобладают камыш, тростник, манник; реже встречаются рогоз, осока, ситняг, хвощ. Подводная растительность не спускается глубже 1,5 м. Близ северного и южного берегов произрастают кубышка жёлтая, рдест плавающий, горец земноводный, кувшинка белая, многокоренник, водокрас, ряска. На остальной части водоёма местами встречаются рдесты и элодея.

## Месторождение сапропеля
Запасы сапропеля на дне озера составляют 15,4 млн м³, из которых 11,5 млн относятся к карбонатному типу, а 3,9 — к смешанному. Средняя мощность отложений — 3,1 м, наибольшая — 7,6 м. Натуральная влажность составляет 91 %, зольность — 31—64 %, водородный показатель — 7,4. Содержание в сухом остатке, в %: азота — 2,3, окислов железа — 8,5, алюминия — 1,5, магния — 0,7, кальция — 13,7, калия — 0,3, фосфора — 0,8. Сапропель может использоваться в качестве лечебной грязи, удобрения или средства для снижения кислотности почв.